# 참모본부 (일본)
참모본부(参謀本部 산보혼부[*])는 1871년 7월부터 1945년 11월 30일까지 있었던 일본 제국 육군의 참모본부 기관이다. 설립 당시에는 일본 제국 해군의 군령도 도맡았으나, 1903년에 군령부로 분리되었다.

## 역사
이 기관은 병부성이 육군성과 해군성으로 분리되기 전인 1871 7월에 내국인 육군참모국으로 설치되어, 이듬해 1872년 2월에 육군성으로 분리되자 참모국으로 개명되었다. 다시 1873년 4월 1일에 부서인 제6국으로 개명되었지만, 1년도 안되어 1874년 2월 22일에 되돌려지고, 다시 1년 후의 1875년 6월 18일에 부서에서 외국인 참모국으로 분리되었다.
1878년 12월, 육군성에서 분리되어 독립된 대본영 직할기관인 참모본부로 이름지어지고, 군정과 군령이 분리되어 군정은 육군성에서, 군령은 참모본부에서 맡게되었다.
1886년 3월, 참모본부 조례 개정에 의해 참모본부의 부서로서 육군부와 해군부가 설치되면서 육군 참모본부장은 두명의 육군과 해군측 참모차장을 밑에 두게 되었다. 그러나 일본군의 육군과 해군은 지위가 달랐고, 해군측에서 동등한 지위를 바랐고, 2년 뒤의 1888년 5월에 일본군 참모장인 참군을 황족이 맡고 그 밑에 육군참모본부장과 해군참모본부장을 두는 인사구조로 개편되었다.
1889년 5월, 참모본부의 편성이 끝났다. 참군은 참모총장으로, 해군참모본부는 해군참모부로 개명되었고, 모든 군령은 참모본부를 맡았다. 
1893년 5월, 해군의 평시 권령이 해군군령부로 넘겨졌다.
1898년 10월 1일, 참모본부가 고이나이 신청사로 이사하였다.
1903년 12월, 해군의 군령권한이 군령부에 넘겨졌다. 이로서 해군은 육군과 대등해졌고 참모본부는 합동성을 잃었다.
1930년 7월, 급진성향의 장교들이 앵회를 결성하였다. 이 조직은 1931년 3월 사건과 10월 사건을 일으키려 했으나, 미수로 그쳤고 해산되었다.
1945년 11월 30일에 폐지되었다.

## 구조

### 내부부국

#### 메이지 7년 ~ 11년
- 제1과 (총무과)
- 제2과 (아시아 병제과) 아시아, 만주 병제 과.
- 제3과 (유럽 아시아 병제과) 유럽, 아메리카 병제 과.
- 제4과 (병사과)
- 제5과 (지도정지과)
- 제6과 (측량과)
- 제7과 (문고과)

#### 메이지 11년 ~ 19년
- 管東(관동)국
- 管西(관서)국
- 총무과
- 伴属諸과
  - 지도과; 1884년 9월 9일, 참모본부 조례 개정에 따라 측량국으로 병합됨.
  - 편찬과
  - 번역과
  - 측량과; 1884년 9월 9일, 참모본부 조례 개정에 따라 측량국으로 병합됨.
  - 문고과

#### 메이지 19년 ~ 21년
- 제1국
- 제2국
- 제3국
- 지부
  - 측량국 (육지측량부의 전신)
  - 편찬과

#### 마지막
- 총장 - 중/대장
- 차장 - 중장, 1945년 5월까지 대본영 병참총감을 겸직함.
- 부장 - 소/중장
- 과장 - 중/대좌
- 반장 - 소/중좌

- 총무부: 총무부장 - 소/중장
  - 총무과
    - 부관
    - 서무반
    - 전보반
    - 주계관
    - 군의관

  - 교육과 (제1과)[fn 1]
- 제1부[fn 2]
  - 작전과(제2과)
    - 작전반
    - 전력반; 1941년 이전에는 병참반
    - 항공반; 1920년 8월 설립
    - 전쟁지도반/제1반[fn 3]
    - 방위반; 1943년 10월 설립

  - 편제동원과(제3과)[fn 4]
    - 편제반
    - 동원반
    - 자재반
- 제2부
  - 러시아과 (제5과)
    - 군비반
    - 兵要地誌반
    - 문서첩보반 (제10반)

  - 欧米(유럽 미국)과 (제6과)
    - 米(미국)반
    - 英(영국)반
    - 仏(프랑스)반
    - 独(독일)반
    - 지도반
    - 전황반

  - 지나과 (제7과)
    - 지나반
    - 병요지지반

  - 모략과 (제8과)
    - 총괄반 (제4반)
    - 모략반 (제11반)
- 제3부[fn 5]
  - 철도선박과 (제10과)
  - 통신과(제11과)
- 제4부; 1896년 설립 ~ 1943년 해산
  - 내국전사과[fn 6]
  - 외국전사과[fn 6]
  - 러일전사 편찬과; 1913년 3월 31일 폐지
  - 전사과 (제12과); 1936년 6월 5일에 설립
  - 전략전술과 (제13과)[fn 7]
- 제5부; 1908년,
- 본방전사편찬부[fn 8]

### 외국
- 육군대학교
- 육군나카노학교
- 육지측량부
- 육군기상부

## 계보
- 1871년 7월, 兵부省陸軍参謀局 →병무성 육군참모국
- 1872년 2월, 陸軍省参謀局 →육군성 참모국
- 1873년 4월 1일, 제六局 →제6국
- 1874년 2월 22일, 陸軍省参謀局 →육군성 참모부
- 1875년 6월, 18일, 参謀局 →참모국
외국 행정기관으로 분리됨.
- 1878년 12월, 参謀本部 →참모본부
육군성에서 분리되어 군령을 맡는 독립기관으로 지정됨.
- 1888년 5월 12일, 陸軍参謀本部 →육군참모본부
- 1889년 3월 7일, 参謀本部 →참모본부
- 1945년 11월 30일, 폐지

## 역대 수장
참모본부의 수장은 기관의 변화에 따라 달라졌는데, 마지막 직함인 참모총장은 육군대신, 교육총감과 함께 육군삼장관으로 일컫었고, 이들이 이끄는 기관은 성부(省部)라고 불렀다.
| # | 계급     | 성명              | 취임일          | 이임일         | 출신/기수 |
| - | -------- | ----------------- | --------------- | -------------- | --------- |
| 1 | 병부대보 | 야마가타 아리토모 | 1871년 9월 12일 | 1872년 4월 4일 |           |
| 1 | 육군대보 | 야마가타 아리토모 | 1872년 4월 5일  | 1873년 4월 1일 |           |

| # | 계급 | 성명              | 취임일          | 이임일          | 출신/기수 |
| - | ---- | ----------------- | --------------- | --------------- | --------- |
| # | 공석 | 공석              | 1873년 4월 1일  |                 |           |
| 1 | 소장 | 도리오 고야타     | 1873년 6월 19일 | 1874년 2월 12일 |           |
| 2 | 중장 | 야마가타 아리토모 | 1874년 2월 12일 | 1874년 2월 20일 |           |

| # | 계급 | 성명                           | 취임일           | 이임일          | 출신/기수 |
| - | ---- | ------------------------------ | ---------------- | --------------- | --------- |
| 1 | 중장 | 야마가타 아리토모              | 1878년 12월 24일 | 1882년 2월 27일 |           |
| 2 | 중장 | 야마가타 아리토모              | 1882년 8월 7일   | 1882년 9월 4일  |           |
| 3 | 중장 | 오야마 이와오                  | 1882년 9월 4일   |                 |           |
| 4 | 중장 | 야마가타 아리토모              | 1884년 2월 13일  | 1885년 8월 31일 |           |
| 5 | 중장 | 아리스가와노미야 다루히토 친왕 | 1885년 12월 22일 | 1886년 3월 18일 | 황족      |

| # | 계급 | 성명              | 취임일        | 이임일        | 출신/기수 |
| - | ---- | ----------------- | ------------- | ------------- | --------- |
| 1 | 중장 | 야마가타 아리토모 | 1874年2月22日 |               |           |
| 2 | 中将 | 도리오 고야타     | 1876年3月31일 | 1878年12月5일 |           |

| # | 계급 | 성명          | 취임일          | 이임일          | 출신/기수 |
| - | ---- | ------------- | --------------- | --------------- | --------- |
| 1 | 중장 | 소가 스케노리 | 1886년 3월 16일 | 1886년 7월 26일 |           |
| 2 | 중장 | 오자와 다케오 | 1886년 7월 26일 | 1888년 5월 12일 |           |

| # | 계급     | 성명                           | 취임일          | 이임일         | 출신/기수 |
| - | -------- | ------------------------------ | --------------- | -------------- | --------- |
| 1 | 육군대장 | 아리스가와노미야 다루히토 친왕 | 1888년 5월 14일 | 1889년 3월 7일 | 황족      |

| # | 계급     | 성명          | 취임일          | 이임일         | 출신/기수 |
| - | -------- | ------------- | --------------- | -------------- | --------- |
| 1 | 육군중장 | 오자와 다케오 | 1888년 5월 14일 | 1889년 3월 9일 |           |

| #  | 계급     | 성명                           | 취임일           | 이임일           | 출신/기수          |
| -- | -------- | ------------------------------ | ---------------- | ---------------- | ------------------ |
| 1  | 육군대장 | 아리스가와노미야 다루히토 친왕 | 1889년 3월 9일   | 1835년 1월 15일  | 황족               |
| 2  | 육군대장 | 고마쓰노미야 아키히토 친왕     | 1895년 1월 26일  | 1989년 1월 20일  | 황족               |
| 3  | 육군중장 | 가와카미 소로쿠                | 1898년 1월 20일  | 1899년 5월 11일  |                    |
| 4  | 육군대장 | 오야마 이와오                  | 1899년 5월 16일  | 1904년 6월 20일  |                    |
| 5  | 육군대장 | 야마가타 아리토모              | 1904년 6월 20일  | 1905년 12월 20일 |                    |
| 6  | 육군대장 | 오야마 이와오                  | 1905년 12월 20일 | 1906년 4월 11일  |                    |
| 7  | 육군대장 | 고다마 겐타로                  | 1960년 4월 11일  | 1906년 7월 30일  | 보병과             |
| 8  | 육군대장 | 오쿠 야스카타                  | 1906년 7월 30일  | 1912년 1월 20일  | 보병과             |
| 9  | 육군대장 | 하세가와 요시미치              | 1912년 1월 20일  | 1915년 12월 17일 | 보병과             |
| 10 | 육군대장 | 우에하라 유사쿠                | 1915년 12월 17일 | 1923년 3월 17일  | 공병과, 육사 구3기 |
| 11 | 육군대장 | 가와이 미사오                  | 1923년 3월 17일  | 1926년 3월 2일   | 보병과, 육사 구8기 |
| 12 | 육군대장 | 스스키 소로쿠                  | 1926년 3월 2일   | 1930년 2월 19일  | 기병과, 육사1기    |
| 13 | 육군대장 | 가나야 한조                    | 1930년 2월 19일  | 1931년 12월 23일 | 보병과, 육사5기    |
| 14 | 육군대장 | 간인노미야 고토히토 친왕       | 1931년 12월 23일 | 1940년 10월 3일  | 황족, 기병과       |
| 15 | 육군대장 | 스기야마 겐                    | 1940년 10월 3일  | 1944년 2월 21일  | 보병과, 육사12기   |
| 16 | 육군대장 | 도죠 히데키                    | 1944년 2월 21일  | 1944년 7월 18일  | 보병과, 육사17기   |
| 17 | 육군대장 | 우메즈 요시지로                | 1944년 7월 18일  | 1945년 11월 30일 | 보병과, 육사 15기  |

## 같이 보기
- 대본영, 육군부
- 육상막료감부

## 참고

### 자료
- 箱岩英一 (2008년 7월). 《日本の参謀本部とその役割》 (PDF). 《財団法人日本地図センター》 (일본어). 54-56쪽. 2020년 9월 30일에 확인함.